# Spomenik Simonu Gregorčiču, Ljubljana
Spomenik Simonu Gregorčiču je javni spomenik, posvečen slovenskemu pesniku Simonu Gregorčiču, ki stoji na Trgu francoske revolucije v Ljubljani, natančneje na severovzhodnem vogalu križišča z Vegovo ulico v bližini poslopja Narodne in univerzitetne knjižnice.
Osnova spomenika je bronasti doprsni kip avtorja Zdenka Kalina na podstavku iz starih kamnov, nad katerim se pne baldahin z loki iz umetnega kamna, spredaj podprt s stebri. Te elemente je oblikoval arhitekt Jože Plečnik, ki je tudi idejni avtor obeležja. Postavljen je bil leta 1937 ob gradnji Plečnikove Narodne in univerzitetne knjižnice, sprva z leseno pergolo, ki jo je obraščala trta, v 1950. letih pa mu je Plečnik dal sedanji videz.
Na podstavku je poleg pesnikovega imena in datuma izpisan zadnji verz iz Gregorčičeve pesmi »Naš čolnič otmimo!«:
SIMON GREGORČIČ
BRODARJEM
POMOČI NESIMO

NAŠ ČOLNIČ
POGUBE OTMIMO
5 SEPT 1937

SOČA V LJUBLJANI
Leta 2009 je bil v sklopu Plečnikove Zelene avenije vzdolž Vegove in Emonske ceste razglašen za spomenik državnega pomena.